# Tom de piso
El tom de piso, goliat, paila (en Costa Rica) o chancha (en Argentina) es un tambor tom-tom de doble parche, componente de la batería, que usualmente está sobre el piso sobre tres patas. Es más grave en cuanto a sonido que los otros tom-toms de la batería. Las medidas comunes para este tambor son de 14 × 14 y 16 × 16 pulgadas. El tom de piso fue popularizado por Gene Krupa en los años 50.